# St. Barbara und Antonius (Waldhausen)

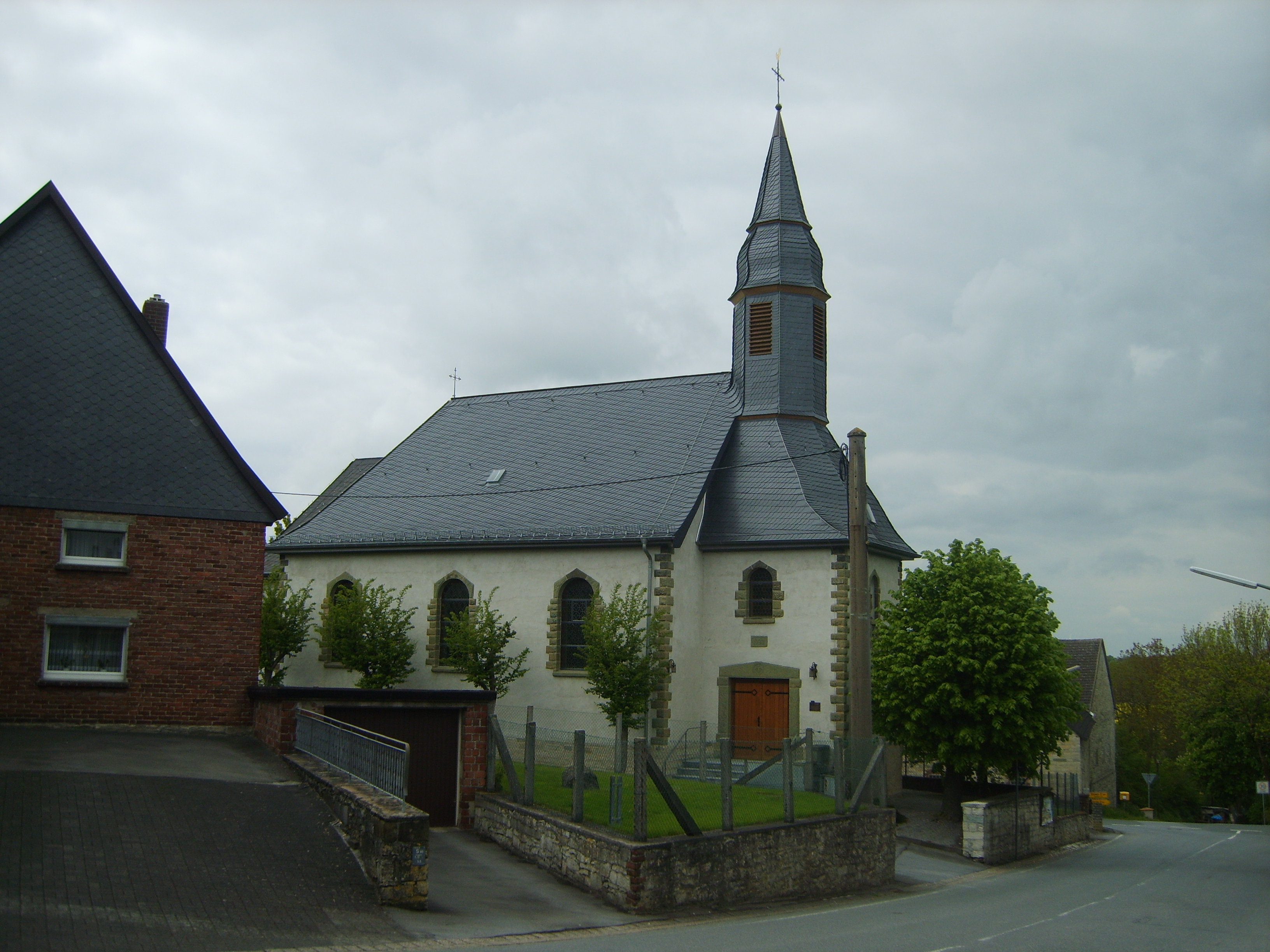
Kapelle St. Barbara und Antonius

Die katholische Kapelle St. Barbara und Antonius ist ein denkmalgeschütztes Kirchengebäude in  Waldhausen, einem Ortsteil von Warstein im Kreis Soest (Nordrhein-Westfalen).

## Geschichte und Architektur
Der Vorgängerbau wurde 1625 durch den Landkomtur des Deutschen Ordens errichtet. Die heutige Kapelle ist ein kleiner, verputzter Saal mit einem Chorpolygon und einem Westturm. Er wurde 1923 von Franz Aßhoff gebaut. Die Fenstereinfassungen und die Eckquaderung sind in Sandstein gehalten.

## Ausstattung
Die Ausstattung stammt zum großen Teil aus dem Vorgängerbau.
- Der Barbara-Altar wurde 1783 von Bruder Liborius aus Soest hergestellt, das Altargemälde ist eine Arbeit von H. W. Kleine.
- Etliche Heiligenfiguren stammen aus dem 18. Jahrhundert
- Die Mondsichelmadonna wurde 1780 von Johannes Leonhard Falter geschnitzt.